# Tình dục hậu môn

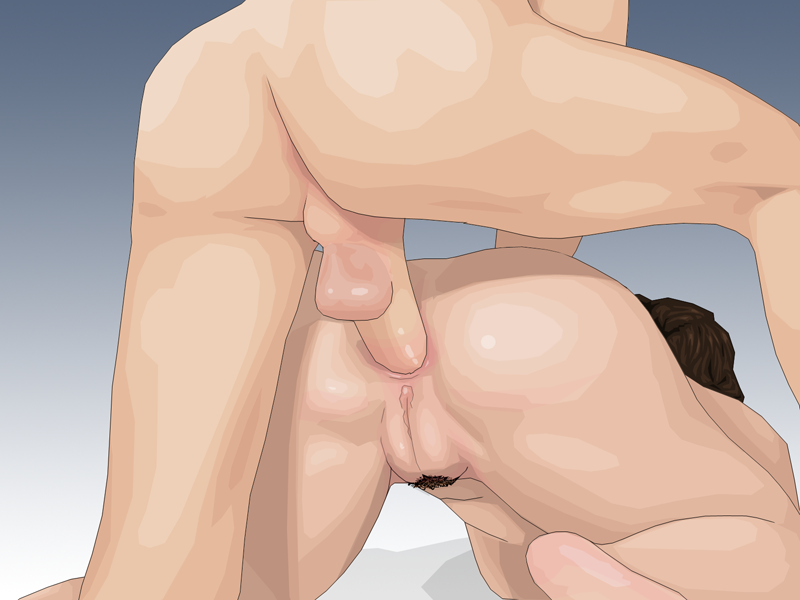
Mô tả tình dục hậu môn

Tình dục hậu môn, (tiếng Anh: anal sex) hay còn gọi là giao hợp hậu môn (anal intercourse), giang giao hoặc kê gian, thường chỉ hành vi tình dục trong đó có đưa dương vật đã cương cứng vào hậu môn (và có thể là cả trực tràng) của một người để đạt được khoái cảm tình dục. Thuật ngữ này cũng bao gồm các hành vi tình dục khác liên quan đến hậu môn, trong đó có việc tiếp xúc miệng với hậu môn, pegging, cũng như đưa ngón tay hoặc vật thể (đồ chơi tình dục) vào hậu môn. Mặc dù thuật ngữ tình dục hậu môn thường dùng để chỉ thâm nhập dương vật–hậu môn, các nguồn đôi khi sử dụng thuật ngữ giao hợp hậu môn để biểu thị duy nhất việc thâm nhập dương vật–hậu môn, và tình dục hậu môn để biểu thị bất kỳ hình thức hoạt động tình dục qua đường hậu môn nào, đặc biệt là giữa các cặp đôi, đối lập với thủ dâm hậu môn.

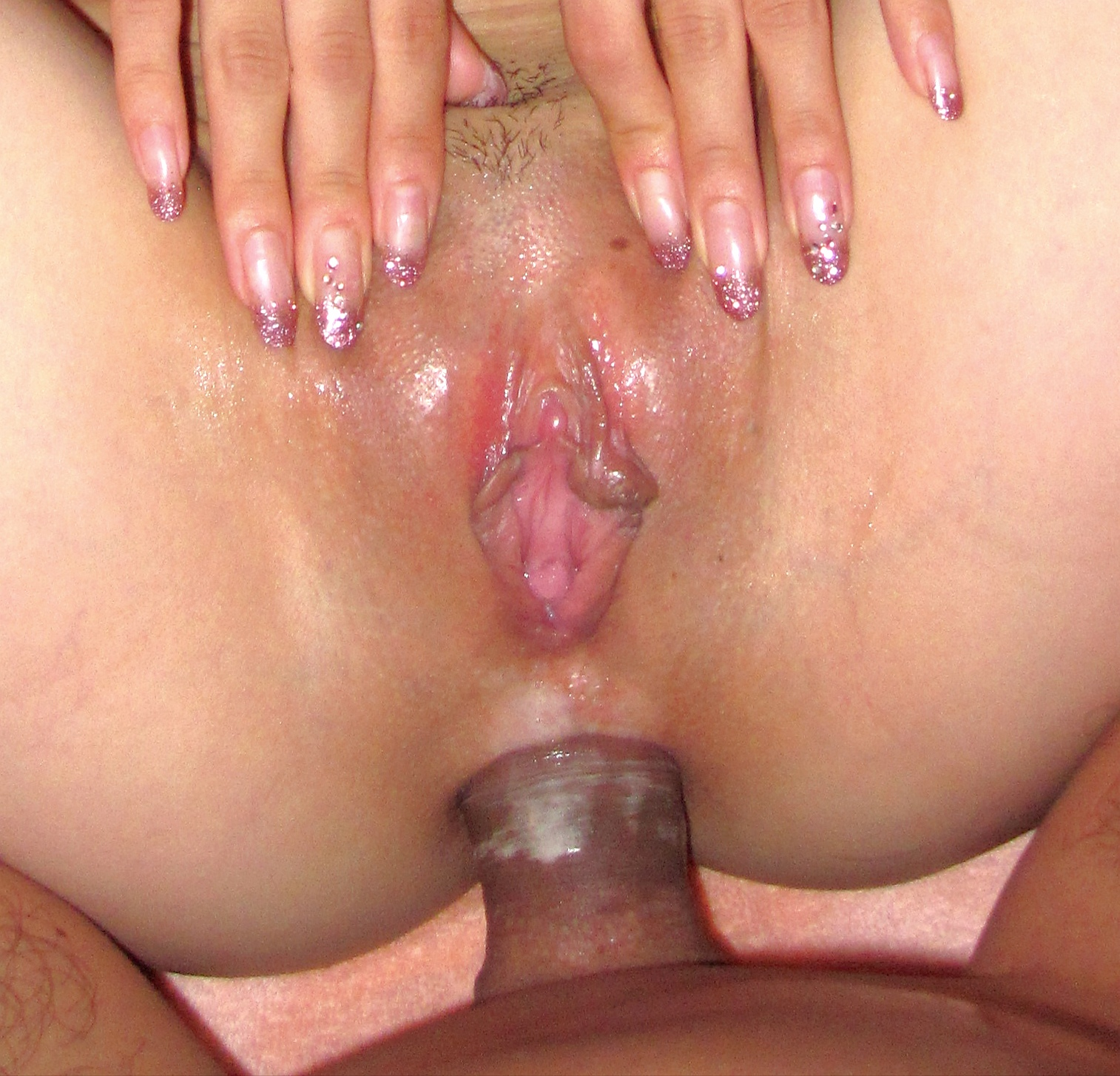

Trong khi quan hệ tình dục qua đường hậu môn thường có liên quan đến đồng tính luyến ái nam, nghiên cứu cho thấy rằng không phải tất cả người đồng tính nam đều tham gia vào quan hệ tình dục qua đường hậu môn và việc quan hệ tình dục khác giới qua đường hậu môn không hề hiếm gặp. Các kiểu quan hệ tình dục qua đường hậu môn cũng có thể là một phần của thực hành tình dục đồng tính nữ. Mọi người có thể cảm thấy khoái cảm khi quan hệ tình dục qua đường hậu môn bằng cách kích thích các đầu dây thần kinh hậu môn, và cực khoái có thể đạt được khi thâm nhập qua đường hậu môn – bằng cách kích thích gián tiếp tuyến tiền liệt ở nam giới, kích thích gián tiếp âm vật hoặc một vùng của âm đạo (đôi khi được gọi là điểm G) ở phụ nữ, và các dây thần kinh cảm giác khác (đặc biệt là dây thần kinh thẹn trong). Tuy nhiên, mọi người cũng có thể thấy đau đớn khi quan hệ tình dục qua đường hậu môn, đôi khi là vô cùng dữ dội, có thể do yếu tố tâm lý trong một số trường hợp.
Như với hầu hết các hình thức hoạt động tình dục, những người tham gia quan hệ tình dục qua đường hậu môn có nguy cơ mắc các bệnh lây nhiễm qua đường tình dục (STI). Quan hệ tình dục qua đường hậu môn được coi là một thực hành tình dục có nguy cơ cao vì hậu môn và trực tràng dễ bị tổn thương. Các mô hậu môn và trực tràng rất mỏng manh và không tiết ra chất bôi trơn như âm đạo, vì vậy chúng có thể dễ dàng bị rách và cho phép lây truyền bệnh, đặc biệt nếu không sử dụng dầu bôi trơn cá nhân. Quan hệ tình dục qua đường hậu môn mà không có bao cao su bảo vệ được coi là hình thức hoạt động tình dục nguy hiểm nhất, và do đó các cơ quan y tế như Tổ chức Y tế Thế giới (WHO) đã khuyến nghị các phương thức tình dục an toàn cho quan hệ tình dục qua đường hậu môn.
Nhiều quan điểm nặng nề thường được bày tỏ về quan hệ tình dục qua đường hậu môn. Nó gây tranh cãi ở nhiều nền văn hóa khác nhau, đặc biệt là liên quan đến những sự cấm đoán trong tôn giáo. Điều này thường do các lệnh cấm quan hệ tình dục qua đường hậu môn giữa nam giới hoặc những lời dạy về mục đích sinh sản của hoạt động tình dục. Nó có thể bị coi là điều cấm kỵ hoặc không tự nhiên, và là một tội hình sự ở một số quốc gia, có thể bị trừng phạt bằng nhục hình hoặc tử hình. Ngược lại, quan hệ tình dục qua đường hậu môn cũng có thể được coi là một hình thức hoạt động tình dục tự nhiên và hợp lệ để thỏa mãn như các biểu hiện tình dục mong muốn khác, và có thể là một yếu tố nâng cao hoặc yếu tố chính trong đời sống tình dục của một con người.

## Giải phẫu và sự kích thích

Giải phẫu bộ phận sinh dục nam, cho thấy vị trí của tuyến tiền liệt và mối liên quan đến trực tràng

Sự phong phú của các đầu dây thần kinh ở vùng hậu môn và trực tràng có thể khiến cho nam hoặc nữ quan hệ tình dục qua đường hậu môn đều đạt khoái cảm. Các cơ vòng trong và ngoài kiểm soát sự đóng mở của hậu môn; những cơ này, là những màng nhạy cảm được tạo thành từ nhiều đầu dây thần kinh, tạo điều kiện cho khoái cảm hoặc đau đớn khi quan hệ tình dục qua đường hậu môn. Human Sexuality: An Encyclopedia nói rằng "một phần ba bên trong của ống hậu môn ít nhạy cảm hơn khi chạm vào so với hai phần ba bên ngoài, nhưng nhạy cảm hơn với áp lực" và "trực tràng là một ống cong dài khoảng 8 hoặc 9 inch và có khả năng mở rộng, giống như hậu môn".
Nghiên cứu chỉ ra rằng quan hệ tình dục qua đường hậu môn xảy ra ít thường xuyên hơn một cách đáng kể so với các hành vi tình dục khác, nhưng sự liên quan của nó với hành vi thống trị và phục tùng, cũng như sự cấm kỵ, khiến nó trở thành một yếu tố kích thích hấp dẫn đối với những người thuộc mọi xu hướng tính dục. Ngoài việc thâm nhập tình dục bằng dương vật, mọi người có thể sử dụng đồ chơi tình dục như dương vật giả, nút bịt mông hoặc chuỗi hạt hậu môn, thâm nhập vào trong bằng ngón tay, liếm hậu môn, pegging, thủ dâm qua đường hậu môn hoặc fisting cho hoạt động tình dục qua đường hậu môn, và các tư thế quan hệ tình dục khác nhau cũng có thể được áp dụng. Fisting là hoạt động ít được thực hành nhất, một phần là do việc ít gặp người tham gia có thể thư giãn đủ để chứa một vật to bằng nắm tay được đưa vào trong hậu môn.
Ở một bạn tình dễ tiếp nhận là nam, việc thâm nhập qua đường hậu môn có thể tạo ra một cảm giác khoái lạc do dương vật đưa vào cọ xát hoặc cọ xát với tuyến tiền liệt qua thành hậu môn. Điều này có thể dẫn đến cảm giác sảng khoái dễ chịu và có thể dẫn đến cực khoái trong một số trường hợp. Kích thích tuyến tiền liệt có thể tạo ra cực khoái sâu hơn, đôi khi được nam giới mô tả là lan rộng và mãnh liệt hơn, kéo dài hơn và cho phép cảm giác sung sướng hơn là cực khoái chỉ được khêu gợi bằng kích thích dương vật. Tuyến tiền liệt của nam giới nằm bên cạnh trực tràng và có kích thước lớn hơn, phát triển hơn so với tuyến tương đồng (biến thể) là tuyến Skene của nữ giới. Việc một người đàn ông không thể đạt được cực khoái với tư cách là một người bạn tình dễ tiếp nhận chỉ từ quan hệ tình dục qua đường hậu môn cũng là một điển hình thường gặp.
Các thống kê chung chỉ ra rằng 70–80% phụ nữ yêu cầu kích thích âm vật trực tiếp để đạt được cực khoái. Các thành âm đạo chứa ít đầu dây thần kinh hơn đáng kể so với âm vật (nơi có nhiều đầu dây thần kinh dành riêng cho cực khoái), và do đó khoái cảm tình dục mãnh liệt, bao gồm cả cực khoái, từ kích thích tình dục âm đạo ít có khả năng xảy ra hơn so với kích thích âm vật trực tiếp ở phần lớn phụ nữ. Âm vật bao gồm nhiều hơn là phần đầu âm vật có thể nhìn thấy bên ngoài. Ví dụ, âm đạo được đặt ở hai bên bởi gối âm vật, phần mô ống chân bên trong của âm vật, rất nhạy cảm và phình to chứa đầy máu khi bị kích thích tình dục. Sự kích thích gián tiếp âm vật thông qua sự thâm nhập qua đường hậu môn có thể được gây ra bởi các dây thần kinh cảm giác chung, đặc biệt là dây thần kinh thẹn trong, phần tạo ra đám rối thần kinh trực tràng dưới và chia thành dây thần kinh đáy chậu và dây thần kinh mu âm vật. Mặc dù hậu môn có nhiều đầu dây thần kinh, nhưng mục đích của chúng không đặc biệt dành cho việc gây cực khoái, và do đó, việc người phụ nữ đạt được cực khoái chỉ bằng cách kích thích hậu môn là rất hiếm.
Điểm Gräfenberg, hoặc điểm G, là một khu vực giải phẫu phụ nữ đang được tranh luận, đặc biệt là giữa các bác sĩ và nhà nghiên cứu, nhưng nó thường được mô tả là nằm sau xương mu phụ nữ bao quanh niệu đạo và có thể tiếp cận được qua thành trước của âm đạo; nó và các khu vực khác của âm đạo được coi là có mô và dây thần kinh liên quan đến âm vật. Kích thích trực tiếp âm vật, khu vực điểm G hoặc cả hai trong khi quan hệ tình dục qua đường hậu môn có thể giúp một số phụ nữ thích thú với hoạt động này và đạt được cực khoái trong khi quan hệ.
Ngoài ra, sự kích thích từ quan hệ tình dục qua đường hậu môn cũng có thể bị ảnh hưởng bởi nhận thức hoặc mô tả phổ biến về hoạt động, chẳng hạn như erotica hoặc khiêu dâm. Trong nội dung khiêu dâm, quan hệ tình dục qua đường hậu môn thường được miêu tả như một thói quen mong muốn, không gây đau đớn và không cần dầu bôi trơn cá nhân; điều này có thể dẫn đến việc các cặp đôi thực hiện quan hệ tình dục qua đường hậu môn mà không có sự cẩn trọng, và nam giới và phụ nữ tin rằng phụ nữ, với tư cách là bạn tình dễ tiếp nhận, không thường cảm thấy khó chịu hoặc đau đớn thay vì cảm thấy thích thú từ hoạt động này. Ngược lại, cơ vòng của mỗi người có sự phản ứng khác nhau với sự thâm nhập, cơ vòng hậu môn có các mô dễ bị rách hơn, và hậu môn và trực tràng không tiết ra chất bôi trơn để xâm nhập tình dục như âm đạo. Các nhà nghiên cứu cho biết việc áp dụng đầy đủ chất bôi trơn cá nhân, thư giãn và giao tiếp giữa các đối tác tình dục là rất quan trọng để tránh gây đau hoặc tổn thương vùng hậu môn hoặc trực tràng. Ngoài ra, việc đảm bảo rằng khu vực hậu môn sạch sẽ và ruột rỗng, vì cả về mặt thẩm mỹ và thực tiễn, có thể được những người tham gia mong muốn.

## Quan hệ nam - nữ

### Hành vi và quan điểm

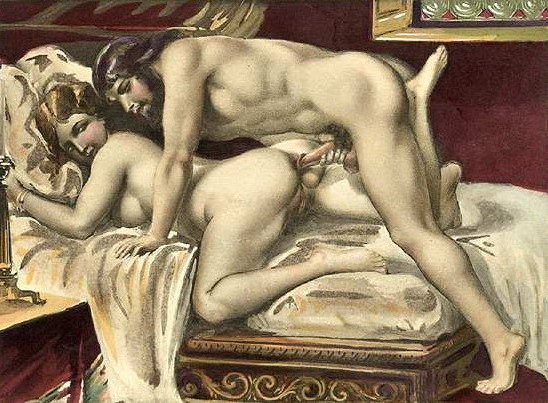
Tranh thạch bản năm 1892 của Paul Avril mô tả quan hệ tình dục qua đường hậu môn giữa nam và nữ

Cơ vòng hậu môn thường chặt hơn cơ sản chậu của âm đạo, có thể nâng cao khoái cảm cho nam giới khi quan hệ tình dục qua đường hậu môn giữa nam và nữ do áp lực tác dụng lên dương vật. Nam giới cũng có thể tận hưởng vai trò thâm nhập trong khi quan hệ tình dục qua đường hậu môn vì nó liên quan đến sự thống trị, vì sự hấp dẫn hơn đến từ việc đối tác nữ hoặc xã hội nói chung nhấn mạnh sự cấm đoán của nó, hoặc bởi vì nó cho thấy thêm một lựa chọn để thâm nhập.
Trong khi một số phụ nữ nhận thấy việc trở thành một đối tác dễ tiếp nhận khi giao hợp qua đường hậu môn gây đau đớn hoặc không thoải mái, hoặc chỉ tham gia vào hành động để làm hài lòng bạn tình nam, những phụ nữ khác thấy hoạt động này thú vị hoặc thích nó hơn giao hợp âm đạo.
Trong một bài báo đánh giá lâm sàng năm 2010 về quan hệ tình dục khác giới qua đường hậu môn, thuật ngữ giao hợp hậu môn được sử dụng để biểu thị cụ thể sự thâm nhập dương vật vào hậu môn, và tình dục hậu môn được sử dụng để biểu thị bất kỳ hình thức hoạt động tình dục qua đường hậu môn nào. Đánh giá này cho thấy rằng quan hệ tình dục qua đường hậu môn là một điều kỳ lạ trong số các thực hành tình dục của một số người dị tính và rằng "đối với một số người khác giới, giao hợp qua đường hậu môn khá thú vị, kích thích và có lẽ được coi là thân mật hơn quan hệ tình dục qua đường âm đạo".
Giao hợp qua đường hậu môn đôi khi được sử dụng để thay thế cho giao hợp qua đường âm đạo trong thời kỳ kinh nguyệt. Khả năng mang thai xảy ra  khi quan hệ tình dục qua đường hậu môn sẽ giảm đáng kể, vì chỉ quan hệ tình dục qua đường hậu môn không thể dẫn đến mang thai trừ khi tinh trùng được vận chuyển bằng cách nào đó đến cửa âm đạo.  Do đó, một số cặp vợ chồng thực hiện giao hợp qua đường hậu môn như một hình thức tránh thai, thường là không sử dụng bao cao su.
Quan hệ tình dục nam nữ qua đường hậu môn thường được xem như một cách giữ gìn trinh tiết của phụ nữ vì nó không sinh sản và không làm rách màng trinh; một người, đặc biệt là một cô gái hoặc phụ nữ tuổi vị thành niên, quan hệ tình dục qua đường hậu môn hoặc hoạt động tình dục khác mà không có tiền sử giao hợp qua đường âm đạo thường được các nhà nghiên cứu và những người dị tính coi là chưa bị mất trinh. Điều này đôi khi được gọi là trinh tiết kỹ thuật. Những người khác giới có thể xem quan hệ tình dục qua đường hậu môn là "trò lừa bịp" hoặc chỉ như màn dạo đầu; học giả Laura M. Carpenter tuyên bố rằng quan điểm này "có từ cuối những năm 1600, với những 'quy tắc' rõ ràng xuất hiện vào khoảng đầu thế kỷ XX, như trong các sách hướng dẫn hôn nhân định nghĩa vuốt ve là 'mọi sự vuốt ve theo nghĩa đen đối với các cặp vợ chồng đã kết hôn nhưng không bao gồm quan hệ tình dục đầy đủ.'"

### Mức độ phổ biến
Bởi vì hầu hết các nghiên cứu về quan hệ tình dục qua đường hậu môn đều đề cập đến những người đàn ông quan hệ tình dục đồng giới, rất ít dữ liệu tồn tại về tỷ lệ quan hệ tình dục qua đường hậu môn giữa các cặp đôi khác giới. Trong đánh giá lâm sàng năm 2010 của Kimberly R. McBride về quan hệ tình dục khác giới qua đường hậu môn và các hình thức sinh hoạt tình dục qua đường hậu môn khác, người ta cho rằng việc thay đổi các tiêu chuẩn có thể ảnh hưởng đến tần suất quan hệ tình dục khác giới qua đường hậu môn. McBride và các đồng nghiệp của cô đã điều tra tỷ lệ phổ biến của hành vi quan hệ tình dục qua đường hậu môn không giao hợp giữa một mẫu những người đàn ông (n = 1,299) và phụ nữ (n = 1,919) so với trải nghiệm quan hệ qua đường hậu môn, và thấy rằng 51% đàn ông và 43% phụ nữ đã tham gia trong ít nhất một hành động quan hệ tình dục hậu môn bằng miệng, bằng tay, hoặc sử dụng đồ chơi tình dục qua đường hậu môn. Báo cáo cho biết phần lớn đàn ông (n = 631) và phụ nữ (n = 856) đã tường thuật quan hệ tình dục khác giới qua đường hậu môn trong 12 tháng qua là quan hệ một vợ một chồng: 69% và 73%, tương ứng. Bài đánh giá cho biết thêm rằng vì "có tương đối ít sự chú ý đối với quan hệ tình dục qua đường hậu môn và các hành vi quan hệ tình dục qua đường hậu môn khác giữa các bạn tình khác giới", điều này có nghĩa là "khá hiếm" nghiên cứu nào tồn tại có "phân biệt cụ thể hậu môn như một cơ quan sinh dục hoặc các địa chỉ chức năng hoặc rối loạn chức năng tình dục qua đường hậu môn là những chủ đề hợp pháp. Do đó, chúng ta không thể biết mức độ khác biệt về tính chất giữa giao hợp qua đường hậu môn với quan hệ tình dục thông thường."
Theo một nghiên cứu năm 2010 từ Khảo sát Quốc gia về Hành vi và Sức khỏe Tình dục (NSSHB) được thực hiện bởi Debby Herbenick và cộng sự, mặc dù quan hệ tình dục qua đường hậu môn được ít phụ nữ tường thuật hơn các hành vi quan hệ tình dục với bạn tình khác, nhưng phụ nữ có quan hệ tình dục ở các nhóm tuổi từ 18 đến 49 người cho biết họ có quan hệ tình dục qua đường hậu môn trong 90 ngày trước đó cao hơn đáng kể. Phụ nữ quan hệ qua đường hậu môn ít hơn nam giới. Giao hợp qua đường âm đạo được thực hành nhiều hơn giao hợp qua đường hậu môn ở nam giới, nhưng 13% đến 15% nam giới từ 25 đến 49 tuổi có thực hành giao hợp qua đường hậu môn.
Đối với thanh thiếu niên, dữ liệu bị hạn chế cũng tồn tại. Điều này có thể là do tính chất cấm kỵ của quan hệ tình dục qua đường hậu môn và do đó thanh thiếu niên và người chăm sóc tránh nói chuyện với nhau về chủ đề này. Các hội đồng xét duyệt môn học và trường học cũng thường né tránh môn học này. Một nghiên cứu năm 2000 cho thấy 22,9% sinh viên đại học tự nhận là không còn trinh đã quan hệ tình dục qua đường hậu môn. Họ sử dụng bao cao su khi quan hệ tình dục qua đường hậu môn là 20,9% thời gian so với 42,9% thời gian khi quan hệ qua đường âm đạo.
Quan hệ tình dục qua đường hậu môn ngày nay phổ biến hơn ở những người khác giới so với trước đây có liên quan đến sự gia tăng tiêu thụ nội dung khiêu dâm qua đường hậu môn ở nam giới, đặc biệt là ở những người xem nó thường xuyên. [39] [40] [52] Seidman và cộng sự. lập luận rằng "phương tiện truyền thông tương tác rẻ, dễ tiếp cận và đặc biệt đã cho phép nhiều người sản xuất cũng như tiêu thụ nội dung khiêu dâm" và rằng cách sản xuất nội dung khiêu dâm hiện đại này, ngoài việc mông và hậu môn trở nên khiêu dâm hơn, đã dẫn đến một mối quan tâm đáng kể hoặc ám ảnh về quan hệ tình dục qua đường hậu môn ở nam giới. [52]
Quan hệ tình dục qua đường hậu môn ngày nay phổ biến hơn ở những người khác giới so với trước đây có liên quan đến sự gia tăng tiêu thụ nội dung khiêu dâm qua đường hậu môn ở nam giới, đặc biệt là ở những người xem nó thường xuyên. Seidman lập luận rằng "phương tiện truyền thông giá rẻ, dễ tiếp cận và đặc biệt là có thể tương tác đã cho phép nhiều người sản xuất cũng như tiêu thụ nội dung khiêu dâm", và rằng cách sản xuất nội dung khiêu dâm hiện đại này, ngoài việc mông và hậu môn trở nên khiêu dâm hơn, đã dẫn đến một mối quan tâm đáng kể hoặc ám ảnh về quan hệ tình dục qua đường hậu môn ở nam giới.

## Quan hệ nam - nam

### Hành vi và quan điểm

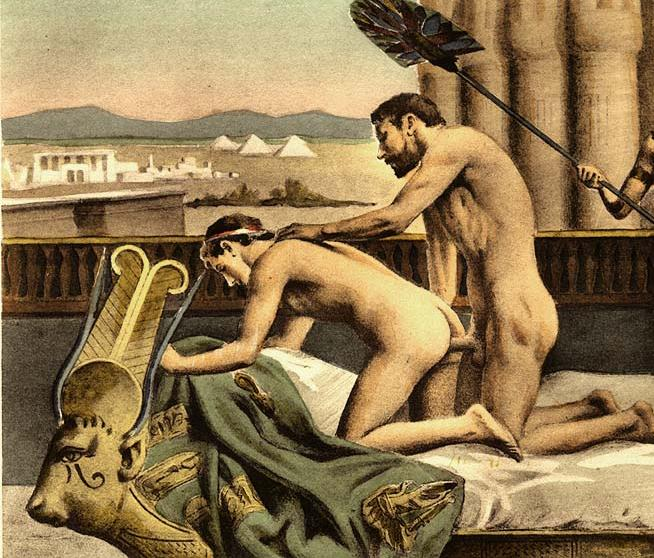
Diễn giải khiêu dâm thế kỷ 19 của Hadrian và Antinous (chi tiết), bởi Paul Avril

Trong lịch sử, quan hệ tình dục qua đường hậu môn thường có liên quan đến đồng tính luyến ái nam. Tuy nhiên, nhiều người đồng tính nam và nam quan hệ tình dục đồng giới nói chung (những người xác định là đồng tính nam, song tính, dị tính hoặc chưa xác định bản dạng tình dục - sexual identity) không quan hệ tình dục qua đường hậu môn. Trong số những người đàn ông quan hệ tình dục qua đường hậu môn với những người đàn ông khác, đối tác thâm nhập có thể được gọi là top (người phía trên) và người được thâm nhập có thể được gọi là bottom (người phía dưới). Những người thích cả hai vai trò này có thể được gọi là versatile (người linh hoạt).
Những người đồng tính nam thích quan hệ tình dục qua đường hậu môn có thể coi đó là phiên bản giao hợp của họ và là một biểu hiện tự nhiên của sự thân mật có khả năng mang lại khoái cảm. Quan điểm cho rằng nó có thể cộng hưởng với những người đồng tính nam với ý nghĩa tình cảm giống như quan hệ tình dục qua đường âm đạo cộng hưởng với những người khác giới cũng đã được xem xét. Tuy nhiên, một số nam giới có quan hệ tình dục đồng giới tin rằng việc trở thành một đối tác dễ tiếp nhận trong khi quan hệ tình dục qua đường hậu môn sẽ đặt ra câu hỏi về sự nam tính của họ.
Những người đàn ông quan hệ tình dục đồng giới cũng có thể thích tham gia vào quan hệ tình dục qua đường hậu môn hoặc các hình thức thủ dâm lẫn nhau khác vì họ thấy thú vị hơn hoặc tình cảm hơn, để giữ gìn sự trinh tiết kỹ thuật, hoặc như các lựa chọn tình dục an toàn thay thế cho quan hệ tình dục qua đường hậu môn, trong khi những người ủng hộ quan hệ tình dục qua đường hậu môn khác lại tố cáo quan hệ tình dục qua đường hậu môn làm suy giảm đối tác dễ tiếp thu và rủi ro không cần thiết.
Những người đàn ông quan hệ tình dục đồng giới cũng có thể thích tham gia vào frot (cọ xát dương vật của hai người nam lẫn nhau) hoặc các hình thức thủ dâm lẫn nhau khác vì họ thấy thú vị hơn hoặc tình cảm hơn, để giữ gìn trinh tiết kỹ thuật, hoặc như các lựa chọn tình dục an toàn thay thế cho quan hệ tình dục qua đường hậu môn, trong khi những người ủng hộ frot khác lại tố cáo tình dục hậu môn làm giảm giá trị của đối tác dễ tiếp nhận và gây ra rủi ro không cần thiết.

### Mức độ phổ biến
Các báo cáo về tỷ lệ quan hệ tình dục qua đường hậu môn ở những người đồng tính nam và những người đàn ông khác có quan hệ tình dục đồng giới là khác nhau. Một cuộc khảo sát trên tạp chí The Advocate năm 1994 chỉ ra rằng 46% đàn ông đồng tính nam thích thâm nhập vào bạn tình của họ, trong khi 43% thích trở thành bạn tình dễ tiếp thu. Các nguồn khác cho thấy rằng khoảng 3/4 nam giới đồng tính nam đã từng quan hệ tình dục qua đường hậu môn vào lúc này hay lúc khác, với tỷ lệ phần trăm tham gia là đỉnh và đáy tương đương nhau. Một cuộc khảo sát về tình dục năm 2012 của NSSHB ở Mỹ cho thấy những người đồng tính nam có tỷ lệ tham gia quan hệ tình dục qua đường hậu môn suốt đời cao: 83,3% cho biết đã từng tham gia quan hệ tình dục qua đường hậu môn ở tư thế quan hệ và 90% ở tư thế tiếp nhận, ngay cả khi chỉ từ 1/3 đến 1/4 bản thân. -báo cáo sự tham gia rất gần đây trong hoạt động, được định nghĩa là 30 ngày hoặc ít hơn.
Các báo cáo về tỷ lệ quan hệ tình dục qua đường hậu môn ở những người đồng tính nam và những người đàn ông khác có quan hệ tình dục đồng giới là khác nhau. Một cuộc khảo sát trên tạp chí The Advocate năm 1994 chỉ ra rằng 46% đàn ông đồng tính nam thích thâm nhập vào bạn tình của họ, trong khi 43% thích trở thành bạn tình dễ tiếp nhận. Các nguồn khác cho thấy rằng khoảng 3/4 nam giới đồng tính nam đã từng quan hệ tình dục qua đường hậu môn vào lúc này hay lúc khác, với tỷ lệ phần trăm tham gia là top và bottom là tương đương nhau. Một cuộc khảo sát về tình dục năm 2012 của NSSHB ở Mỹ cho thấy những người đồng tính nam có tỷ lệ cao tham gia quan hệ tình dục qua đường hậu môn trong suốt cuộc đời: 83.3% cho biết đã từng tham gia quan hệ tình dục qua đường hậu môn ở tư thế quan hệ và 90% ở tư thế tiếp nhận, ngay cả khi chỉ từ 1/3 đến 1/4 tự chia sẻ có thực hiện hoạt động rất gần đây, được định nghĩa là 30 ngày hoặc ít hơn.
Quan hệ tình dục bằng miệng và thủ dâm lẫn nhau phổ biến hơn so với kích thích hậu môn ở nam giới khi quan hệ tình dục với nam giới khác. Theo Weiten, quan hệ tình dục qua đường hậu môn thường phổ biến hơn ở các cặp đồng tính nam hơn là các cặp dị tính, nhưng "nó xếp sau quan hệ tình dục bằng miệng và thủ dâm lẫn nhau" ở cả hai xu hướng tình dục. Weiten báo cáo rằng "sự tương đồng của 'quan hệ tình dục đồng giới' với quan hệ tình dục 'qua đường hậu môn' ở nam giới là phổ biến giữa các chuyên gia y tế và giáo dân" và "một cuộc khảo sát trên Internet với 180.000 MSM (nam giới có quan hệ đồng tính) trên khắp châu Âu (EMIS, 2011) cho thấy quan hệ tình dục bằng miệng được thực hiện phổ biến nhất, tiếp theo là thủ dâm lẫn nhau, với giao hợp qua đường hậu môn ở vị trí thứ ba".

## Quan hệ nữ - nam

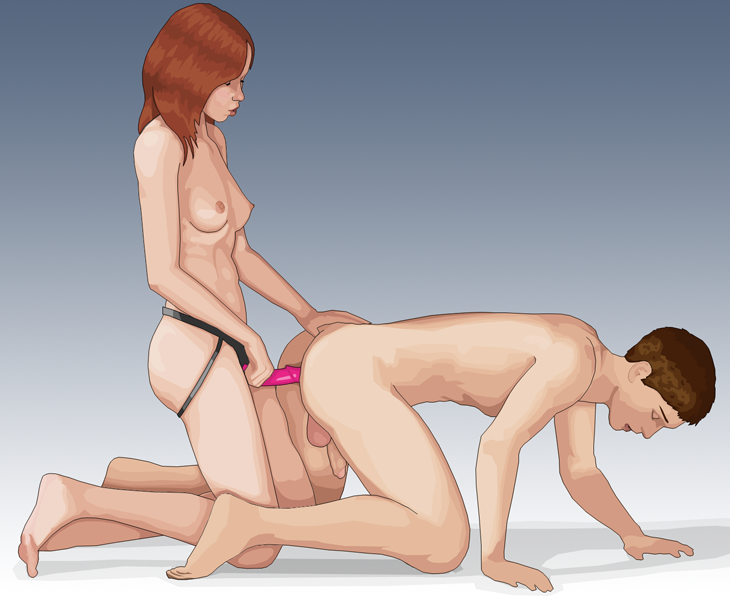
Một phụ nữ đeo dương vật giả có dây đeo để thực hiện quan hệ tình dục hậu môn với một người đàn ông

Phụ nữ có thể kích thích tình dục hậu môn của đàn ông bằng cách dùng ngón tay sờ vào vùng bên ngoài hoặc bên trong hậu môn; họ cũng có thể kích thích vùng đáy chậu (đối với nam giới, nằm giữa đáy bìu và hậu môn), xoa bóp tuyến tiền liệt hoặc thực hiện liếm hậu môn. Đồ chơi tình dục, chẳng hạn như dương vật giả, cũng có thể được sử dụng. Việc một người phụ nữ thâm nhập vào hậu môn của một người đàn ông bằng dương vật giả có dây đeo để sinh hoạt tình dục được gọi là pegging.

Thông thường, đàn ông dị tính thường từ chối ý định trở thành bạn tình trong khi quan hệ tình dục qua đường hậu môn vì họ tin rằng đó là một hành động thể hiện nữ tính, có thể khiến họ bị tổn thương hoặc mâu thuẫn với xu hướng tình dục của họ (ví dụ, đó là dấu hiệu cho thấy họ là người đồng tính nam). Tuy nhiên, tập san BMJ đã đưa tin vào năm 1999:
Có rất ít dữ liệu được công bố về số lượng đàn ông khác giới muốn hậu môn của họ được kích thích tình dục trong một mối quan hệ tình dục khác giới. Theo những lời đồn thổi, đó là một con số đáng kể. Dữ liệu mà chúng tôi có hầu hết đều liên quan đến các hành vi tình dục thâm nhập và sự tiếp xúc bề ngoài vào vùng hậu môn bằng ngón tay hoặc lưỡi thậm chí còn ít được ghi chép hơn, nhưng có thể được cho là hoạt động tình dục phổ biến đối với nam giới thuộc mọi khuynh hướng tình dục.

Reece báo cáo vào năm 2010 rằng quan hệ tình dục qua đường hậu môn mang tính tiếp nhận nói chung không thường xuyên gặp ở nam giới, nói rằng "ước tính 7% nam giới từ 14 đến 94 tuổi báo cáo là bạn tình dễ tiếp nhận trong khi giao hợp qua đường hậu môn".

## Quan hệ nữ - nữ

Một người phụ nữ đang thực hiện liếm hậu môn (quan hệ tình dục hậu môn bằng miệng) trên một người phụ nữ khác

Đối với các hoạt động tình dục đồng tính nữ, quan hệ tình dục qua đường hậu môn bao gồm quan hệ xâm nhập bằng ngón tay, sử dụng dương vật giả hoặc đồ chơi tình dục khác, hoặc liếm hậu môn.
Có ít nghiên cứu về hoạt động tình dục qua đường hậu môn ở những phụ nữ có quan hệ tình dục đồng giới so với các cặp có xu hướng tình dục khác. Năm 1987, một nghiên cứu phi khoa học (Munson) được thực hiện trên 100 thành viên của một tổ chức xã hội đồng tính nữ ở Colorado. Khi được hỏi họ đã sử dụng kỹ thuật nào trong 10 lần quan hệ tình dục gần đây nhất, những người đồng tính nữ ở độ tuổi 30 có khả năng sẽ thực hiện kích thích hậu môn (bằng ngón tay hoặc dương vật giả) cao gấp đôi các nhóm tuổi khác. Một nghiên cứu năm 2014 về phụ nữ đồng tính nữ ở Canada và Hoa Kỳ đã phát hiện ra rằng 7% tham gia vào việc kích thích hoặc thâm nhập hậu môn ít nhất một lần một tuần; khoảng 10% đã làm như vậy hằng tháng và 70% thì không làm bao giờ. Liếm hậu môn cũng ít được thực hành hơn trong các cặp đồng tính nữ.

## Rủi ro sức khỏe

### Rủi ro chung

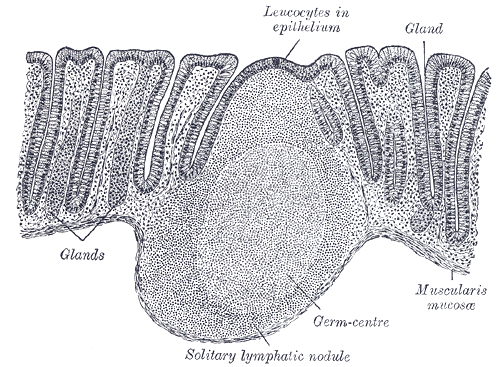
Niêm mạc trực tràng

Quan hệ tình dục qua đường hậu môn có thể khiến những người tham gia phải đối mặt với hai mối nguy hiểm chính: nhiễm trùng do số lượng vi sinh vật lây nhiễm cao không thấy được ở những nơi khác trên cơ thể, và tổn thương thể chất đối với hậu môn và trực tràng do chúng tương đối mỏng manh. Sự thâm nhập dương vật-hậu môn không được bảo vệ, thường được gọi là barebacking, có nguy cơ lây nhiễm các bệnh lây truyền qua đường tình dục (STI) cao hơn vì cơ vòng hậu môn là một mô mỏng manh, dễ bị rách có thể là nơi cho mầm bệnh xâm nhập. Sử dụng bao cao su, bôi trơn nhiều để giảm nguy cơ rách cơ hậu môn, và thực hành quan hệ tình dục an toàn hơn nói chung, giúp giảm nguy cơ mắc các bệnh lây truyền qua đường tình dục. Tuy nhiên, bao cao su có thể bị rách hoặc bị bung ra khi quan hệ tình dục qua đường hậu môn, và điều này dễ xảy ra với quan hệ tình dục qua đường hậu môn hơn so với các hành vi quan hệ tình dục khác, vì sự co thắt của các cơ vòng hậu môn khi ma sát.
Quan hệ tình dục qua đường hậu môn không được bảo vệ (với bạn tình nhiễm HIV) là hành vi tình dục có nhiều khả năng lây truyền HIV nhất. Các bệnh nhiễm trùng khác có thể lây truyền khi quan hệ tình dục qua đường hậu môn không được bảo vệ là vi rút papilloma ở người (HPV) (có thể làm tăng nguy cơ ung thư hậu môn); sốt thương hàn; bệnh lỵ amip; chlamydia; bệnh cryptosporidiosis; nhiễm khuẩn E. coli; sốt hải ly; bệnh lậu; viêm gan siêu vi A; viêm gan siêu vi B; viêm gan siêu vi C; herpes đơn dạng; virus herpes liên quan đến sarcoma Kaposi (HHV-8); bệnh hột xoài (lymphogranuloma venereum); nhiễm khuẩn Mycoplasma hominis; nhiễm khuẩn Mycoplasma genitalium; bệnh rận mu; nhiễm khuẩn samonella; nhiễm khuẩn shigella; bệnh giang mai; bệnh lao; và nhiễm khuẩn Ureaplasma urealyticum.
Cũng như các hoạt động tình dục khác, những người không có kiến thức tốt về các nguy cơ tình dục liên quan rất dễ bị các bệnh lây truyền qua đường tình dục. Do quan điểm cho rằng quan hệ tình dục qua đường hậu môn không phải là "quan hệ tình dục thực sự" và do đó không dẫn đến mất trinh hoặc mang thai, thanh thiếu niên và những người trẻ tuổi khác có thể coi giao hợp qua đường âm đạo rủi ro hơn giao hợp qua đường hậu môn và tin rằng bệnh lây truyền qua đường tình dục chỉ có thể là do giao hợp qua đường âm đạo. Có thể do những quan điểm này mà việc sử dụng bao cao su khi quan hệ tình dục qua đường hậu môn thường được báo cáo là thấp và không nhất quán ở tất cả các nhóm ở các quốc gia khác nhau.
Mặc dù quan hệ tình dục chỉ qua đường hậu môn không dẫn đến có thai, nhưng việc mang thai vẫn có thể xảy ra khi quan hệ tình dục qua đường hậu môn hoặc các hình thức sinh hoạt tình dục khác nếu dương vật ở gần âm đạo (chẳng hạn như khi quan hệ tình dục giữa hai chân hoặc các hình thức cọ xát lẫn nhau cơ quan sinh dục khác) và tinh trùng của nó đọng lại gần lối vào của âm đạo và chảy vào cùng chất lỏng bôi trơn của âm đạo; nguy cơ có thai cũng có thể xảy ra nếu dương vật không ở gần âm đạo, vì tinh trùng có thể được vận chuyển đến cửa âm đạo, do âm đạo tiếp xúc với ngón tay hoặc các bộ phận cơ thể không thuộc bộ phận sinh dục khác có tiếp xúc với tinh dịch.
Có nhiều yếu tố làm cho giao hợp qua đường hậu môn giữa nam và nữ có nguy cơ cao hơn so với giao hợp qua đường âm đạo đối với nữ, bao gồm nguy cơ lây truyền HIV khi giao hợp qua đường hậu môn cao hơn so với giao hợp qua đường âm đạo. Nguy cơ bị thương cho người phụ nữ khi giao hợp qua đường hậu môn cũng cao hơn đáng kể so với nguy cơ bị thương cho người phụ nữ khi giao hợp qua đường âm đạo bởi độ bền của các mô âm đạo so với các mô ở hậu môn. Ngoài ra, nếu một người đàn ông chuyển từ giao hợp qua đường hậu môn ngay lập tức sang giao hợp âm đạo mà không có bao cao su hoặc không thay bao cao su, nhiễm trùng có thể phát sinh trong âm đạo (hoặc theo đường tiết niệu) do vi khuẩn hiện diện trong hậu môn; những bệnh nhiễm trùng này cũng có thể là kết quả của việc chuyển đổi giữa quan hệ tình dục qua đường âm đạo và quan hệ tình dục qua đường hậu môn bằng cách sử dụng ngón tay hoặc đồ chơi tình dục.
Cảm giác đau khi quan hệ tình dục qua đường hậu môn giữa những người đồng tính nam (hoặc những người đàn ông có quan hệ tình dục đồng giới) chính thức được gọi là chứng đau rát hậu môn (anodyspareunia). Trong một nghiên cứu, 61% nam giới đồng tính hoặc lưỡng tính cho biết họ từng trải qua quan hệ tình dục qua đường hậu môn rất đau đớn và đó là khó khăn tình dục thường xuyên nhất mà họ từng trải qua. Ngược lại, 24% nam giới đồng tính hoặc lưỡng tính nói rằng họ luôn cảm thấy đau ở một mức độ nào đó khi quan hệ tình dục qua đường hậu môn, và khoảng 12% nam giới đồng tính cảm thấy quá đau đớn khi theo đuổi quan hệ tình dục qua đường hậu môn một cách dễ dàng; người ta kết luận rằng nhận thức về quan hệ tình dục qua đường hậu môn là đau đớn có khả năng dựa trên tâm lý hoặc tình cảm cũng như dựa trên thể chất. Các yếu tố dự báo cơn đau khi quan hệ tình dục qua đường hậu môn bao gồm không đủ chất bôi trơn, cảm thấy căng thẳng hoặc lo lắng, thiếu kích thích, cũng như thiếu sự thoải mái với xã hội khi là người đồng tính nam và sống khép kín. Nghiên cứu đã phát hiện ra rằng các yếu tố tâm lý trên thực tế có thể là nguyên nhân chính gây ra cảm giác đau khi quan hệ tình dục qua đường hậu môn và việc giao tiếp đầy đủ giữa các đối tác tình dục có thể ngăn ngừa điều đó, chống lại quan điểm cho rằng cảm giác đau luôn không thể tránh khỏi khi quan hệ tình dục qua đường hậu môn.
Quan hệ tình dục qua đường hậu môn không được bảo vệ là một yếu tố nguy cơ hình thành các kháng thể kháng tinh trùng (ASA) ở người nhận. Ở một số người, ASA có thể gây vô sinh tự miễn dịch. Kháng thể kháng tinh trùng làm suy giảm khả năng thụ tinh, ảnh hưởng tiêu cực đến quá trình làm tổ và làm suy giảm sự tăng trưởng và phát triển của phôi.

### Thiệt hại về thể chất và ung thư
Quan hệ tình dục qua đường hậu môn có thể làm trầm trọng thêm bệnh trĩ và do đó dẫn đến chảy máu; trong những trường hợp khác, sự hình thành của trĩ được cho là do quan hệ tình dục qua đường hậu môn. Nếu chảy máu xảy ra do quan hệ tình dục qua đường hậu môn, nó cũng có thể là do vết rách ở mô hậu môn hoặc trực tràng (nứt hậu môn) hoặc bị thủng (tạo thành lỗ) trong đại tràng, là một vấn đề y tế nghiêm trọng cần được khắc phục bằng chăm sóc y tế ngay lập tức. Do trực tràng không có tính đàn hồi, niêm mạc hậu môn mỏng và các mạch máu nhỏ hiện diện ngay bên dưới niêm mạc, các vết rách nhỏ và chảy máu trong trực tràng thường là do quan hệ tình dục qua đường hậu môn, mặc dù chảy máu thường ít và do đó thường không thể thấy.  Ngược lại với các hành vi quan hệ tình dục qua đường hậu môn khác, fisting với hậu môn gây ra nguy cơ tổn thương nghiêm trọng hơn do sự cố tình kéo căng các mô hậu môn và trực tràng; các vết thương khi fisting với hậu môn bao gồm vết rách cơ thắt hậu môn và thủng trực tràng và đại tràng sigma (trực tràng), có thể dẫn đến tử vong.
Quan hệ tình dục qua đường hậu môn nhiều lần có thể dẫn đến cơ vòng hậu môn bị suy yếu, có thể gây sa trực tràng hoặc ảnh hưởng đến khả năng giữ phân (một tình trạng được gọi là tiểu không kiểm soát). Tuy nhiên, sa trực tràng tương đối không phổ biến, đặc biệt là ở nam giới và nguyên nhân của nó vẫn chưa được hiểu rõ. Các bài tập Kegel đã được sử dụng để tăng cường cơ vòng hậu môn và tổng thể cơ sàn chậu, và có thể giúp ngăn ngừa hoặc khắc phục chứng tiểu không kiểm soát.
Hầu hết các trường hợp ung thư hậu môn có liên quan đến việc nhiễm vi rút papilloma ở người (HPV). Việc chỉ quan hệ tình dục qua đường hậu môn không gây ung thư hậu môn; nguy cơ ung thư hậu môn khi quan hệ tình dục qua đường hậu môn là do nhiễm vi rút HPV, thường lây nhiễm khi quan hệ tình dục qua đường hậu môn không được bảo vệ. Ung thư hậu môn tương đối hiếm, và ít phổ biến hơn đáng kể so với ung thư ruột kết hoặc trực tràng (ung thư đại trực tràng); Hiệp hội Ung thư Hoa Kỳ tuyên bố rằng nó ảnh hưởng đến khoảng 7.060 người (4.430 ở phụ nữ và 2.630 ở nam giới) và dẫn đến khoảng 880 ca tử vong (550 ở phụ nữ và 330 ở nam giới) ở Hoa Kỳ, và điều đó, mặc dù số ca ung thư hậu môn đã tăng trong nhiều năm, nó chủ yếu được chẩn đoán ở người lớn, "với độ tuổi trung bình là đầu độ tuổi 60" và nó "ảnh hưởng đến phụ nữ thường xuyên hơn nam giới." Mặc dù bệnh ung thư hậu môn nghiêm trọng, nhưng việc điều trị bệnh "thường rất hiệu quả" và hầu hết bệnh nhân ung thư hậu môn có thể được chữa khỏi bệnh; Hiệp hội Ung thư Hoa Kỳ cho biết thêm rằng "quan hệ qua đường hậu môn dễ dàng cũng làm tăng nguy cơ ung thư hậu môn ở cả nam giới và phụ nữ, đặc biệt là ở những người trẻ hơn 30 tuổi. Do đó, những người đàn ông quan hệ tình dục đồng giới có nguy cơ cao mắc bệnh ung thư này."

## Dị tính luyến ái

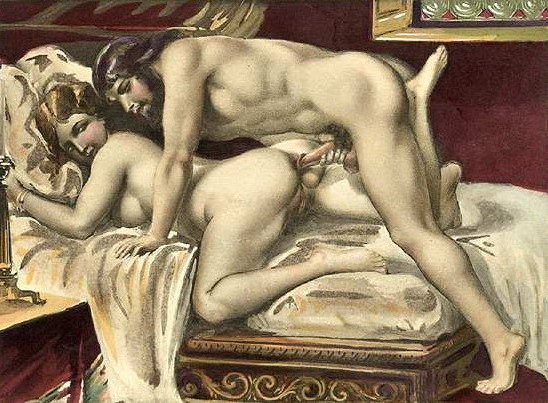
In, Paul Avril

Hiện nay ở các nước phương Tây, tình dục hậu môn là một cách quan hệ tình dục ngày càng phổ biến giữa nam và nữ. Một nguyên nhân là khả năng có thai rất thấp khi quan hệ hậu môn không dùng bảo vệ. Ngoài ra tình dục hậu môn tránh làm rách màng trinh. Bên cạnh đó, tình dục hậu môn cho dương vật cảm giác nhiều hơn vì hậu môn chặt hơn âm đạo.
Người ta cho rằng tình dục hậu môn gây ra nhiều vấn đề nghiêm trọng là vì tình dục hậu môn ngày càng phổ biến mà nhận thức về các vấn đề sức khỏe liên quan chưa đầy đủ do sự yếu kém về giáo dục giới tính và thông tin đại chúng.

### Tình dục hậu môn và trinh tiết
Mặc dù mất trinh có nghĩa là đã từng quan hệ tình dục, vài người cứng nhắc cho rằng nếu màng trinh còn nguyên thì vẫn còn trinh tiết.

### Pegging
Pegging chỉ việc một phụ nữ dùng dương vật giả đưa vào hậu môn một người đàn ông để kích thích. Vì tuyến tiền liệt nằm gần trực tràng, người ta cho rằng khi được kích thích hậu môn, đàn ông có thể đạt sự thỏa mãn hơn phụ nữ.

### Sự phổ biến
Cơ quan kiểm soát và phòng ngừa dịch bệnh Hoa Kỳ (US Center for Disease Control) trong một nghiên cứu của mình vào năm 2005 cho thấy số người dị tính luyến ái quan hệ đường hậu môn gia tăng. Thống kê cho kết quả 40% đàn ông và 35% phụ nữ độ tuổi từ 25 đến 44 từng quan hệ tình dục hậu môn; vào năm 1992, một thống kê tương tự khác phát hiện 25,6% đàn ông từ 28 đến 59 tuổi và 20,4% phụ nữ từ 18 đến 59 tuổi từng quan hệ tình dục hậu môn. Một giả thuyết cho rằng tình dục hậu môn đối với người dị tính luyến ái là do "văn hóa đồng tính luyến ái ngày càng được chấp nhận, đặc biệt là giới trẻ, cách quan hệ thường thấy của người đồng tính nam, như tình dục hậu môn, trở nên phổ biến đối với phần còn lại của xã hội". Số lượng phụ nữ dùng tình dục hậu môn nhiều gấp bảy lần số lượng người đồng tính nam dùng tình dục hậu môn, vì số người dị tính luyến ái nhiều hơn đồng tính luyến ái.
Một thống kê ở Pháp vào năm 2001 đối với 500 phụ nữ kết luận rằng 29% có thực hiện tình dục hậu môn, trong đó 1/3 xác nhận là có thích việc này. Một nghiên cứu năm 1999 ở Hàn Quốc đối với 586 phụ nữ cho thấy chỉ 3,5% thực hiện tình dục hậu môn.

## Đồng tính luyến ái

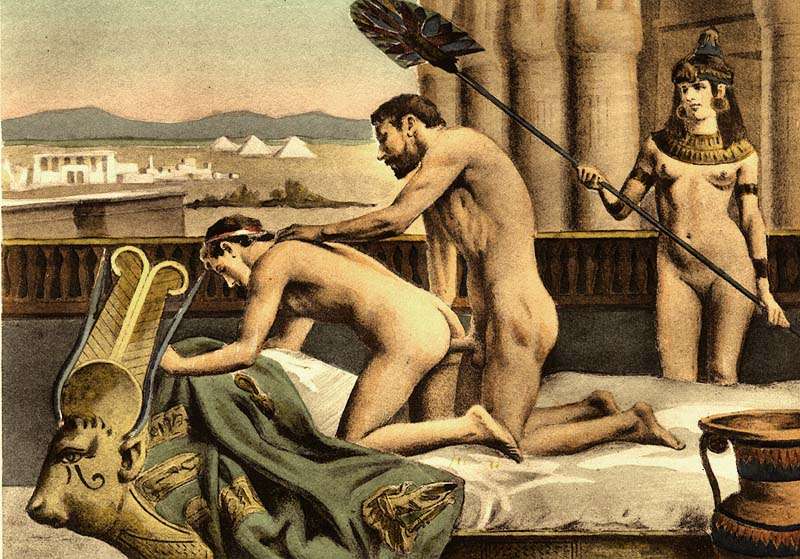
Hoàng đế La Mã Hadrianus quan hệ tình dục hậu môn với người tình Antinous ở Ai Cập - tranh của Édouard-Henri Avril

Đầu tiên, tình dục hậu môn phổ biến trong nhóm đồng tính nam và nhóm nam có quan hệ tình dục với nam (MSM). Tuy nhiên nhiều MSM không làm tình đường hậu môn và nhiều người dùng phương pháp đấu kiếm. Tình dục hậu môn bị lên án là có thể ảnh hưởng đến sức khỏe. Quan điểm này viện dẫn lý do nguy cơ nhiễm HIV cao hơn và sự khác biệt về sinh lý của âm đạo và hậu môn.
Trong tình dục hậu môn của hai người nam, người làm top (người cho) sẽ đưa dương vật vào hậu môn của người làm bottom (người nhận, hoặc gọi ngắn là bot). Sự ưa thích làm top hay bot tùy từng người và có thể linh hoạt thay đổi.

### Kích thích tuyến tiền liệt

Sơ đồ trình bày vị trí của tuyến tiền liệt (vị trí có màu tím nằm cạnh ống đái được tô màu đỏ)
Rectum: Trực tràng
Bladder: Bàng quang (bóng đái)
Prostate: Tuyến tiền liệt
Urethra: Niệu đạo (ống đái)
Testis: Tinh hoàn
Penis: Dương vật

Người nhận có thể có khoái cảm vì dương vật kích thích vào tuyến tiền liệt nằm sát thành hậu môn. Người nhận có thể bị đau nếu không được bôi trơn đủ.
Tuyến tiền liệt (còn được gọi là điểm G của đàn ông hay điểm A) có thể được kích thích trong tình dục hậu môn. Kích thích tuyến tiền liệt có thể gây ra khoái cảm và dẫn tới một dạng cực khoái khác biệt trong vài trường hợp.
Tuyến tiền liệt của nam nằm cạnh trực tràng, to và phát triển hơn tuyến Skene tương ứng ở phụ nữ là tuyến có liên quan đến điểm G ở phụ nữ. Tuyến Skene đôi khi được gọi là tuyến tiền liệt của phụ nữ và nằm gần ống đái và có thể được kích thích qua thành âm đạo.

### Sự phổ biến
Ở thời điểm hiện nay, theo bác sĩ John Dean và bác sĩ David Delvin, "có giả thuyết rằng về số lượng, các cặp nam nữ (dị tính luyến ái) làm tình đường hậu môn nhiều hơn các cặp đồng tính".
Sự phổ biến của tình dục hậu môn trong những người đồng tính ở phương Tây thay đổi theo thời gian. Magnus Hirschfeld, trong một tác phẩm 1914, Đồng tính luyến ái ở nam giới và phụ nữ, nói rằng tỉ lệ đồng tính nam làm tình đường hậu môn là 8%, đây là con số thấp nhất trong các tài liệu ghi nhận.
Những năm 50 của thế kỷ 20, ở Vương quốc Anh, khoảng 15% người đồng tính nam làm tình đường hậu môn. Nghiên cứu người đồng tính nam ở thành thị (P.I. Stall, UCSF) và Nghiên cứu nam thanh niên (YMS, PI Osmond/Catania, UCSF) cho thấy 50% nam làm tình đường hậu môn. Nghiên cứu Laumann cho rằng 80% đồng tính nam dùng cách này trong khi 20% còn lại không bao giờ dùng.
Một nghiên cứu từ năm 1994 đến năm 1997 ở San Francisco bởi dự án Ngăn chặn AIDS cho thấy trong nhóm nam có quan hệ tình dục với nam, tỉ lệ làm tình đường hậu môn tăng từ 57,6% đến 62,2%.

## Sức khỏe
Cách quan hệ tình dục này có hai nguy hiểm cơ bản, thứ nhất đó là sự lây nhiễm từ các vi sinh vật trong hậu môn, thứ hai là sự tổn thương của trực tràng và hậu môn.
Các nghiên cứu gần đây cho thấy nguy cơ tăng lên ở nam có quan hệ tình dục với nam. Tương tự, ở nam quan hệ với nữ, một nghiên cứu 1992 đối với nam giới Puerto Rico có quan hệ rộng về mặt xã hội và tình dục cho thấy khi quan hệ với nữ rất ít sử dụng bao cao su. Ở những người đồng tính nam, quan hệ tình dục không dùng bao cao su gọi là barebacking.

### HIV/AIDS và các bệnh lây truyền khác
Tình dục hậu môn không có bảo vệ làm lây nhiễm HIV, HPV (human papilloma virus) (virút làm tăng nguy cơ mắc ung thư hậu môn) , sốt thương hàn và các vấn đề liên quan đến bài tiết và sinh dục. Trong đó có nhiễm khuẩn amip, chlamydia, cryptosporidiosis, nhiễm khuẩn E. coli, giardiasis, bệnh lậu, viêm gan siêu vi A, viêm gan siêu vi B, viêm gan siêu vi C, bệnh mụn giộp, papillomavirus, Kaposi's sarcoma-associated herpesvirus (HHV-8), bệnh hoa liễu, chấy rận lông mu, salmonellosis, shigella, syphilis, bệnh lao.
Sự tập trung nhiều bạch cầu ở trực tràng, vết rách trực tràng nếu xảy ra kết hợp với chức năng hấp thu chất lỏng của trực tràng làm tăng nguy cơ lây nhiễm HIV. Y học khuyến cáo dùng bao cao su và cẩn thận khi quan hệ để giảm nguy cơ lây nhiễm. Làm bottom trong tình dục hậu môn không dùng bảo vệ là một trong những nguy cơ lây nhiễm HIV cao nhất.

### Ung thư hậu môn do HPV
Hầu hết các ca ung thư hậu môn liên quan đến HPV. Bệnh này tăng 160% ở nam và 78% ở nữ trong 30 năm qua, theo một nghiên cứu 2004 của Mỹ. Tỉ lệ tăng khi kết hợp với hành vi tình dục và hút thuốc lá. Hút thuốc tăng nguy cơ ung thư hậu môn lên bốn lần và từng có nhiều bạn tình (15 hoặc nhiều hơn) hoặc làm bottom trong quan hệ tăng nguy cơ lên bảy lần.

### Tổn thương
Tình dục hậu môn có thể gây ra tổn thương hậu môn và trực tràng, trĩ, nứt hậu môn và sa trực tràng. Nếu không đủ chất bôi trơn có thể gây đau đớn hoặc tổn thương. Nguy cơ tổn thương cao hơn nếu quan hệ một cách bạo lực, sử dụng rượu bia, chất kích thích sẽ làm giảm độ khoái cảm, kết quả tương tự nếu như kỹ thuật không khéo léo cùng với việc không có sự ăn ý trong khi quan hệ.

### Mất điều khiển hậu môn
Tổn thương thường xuyên hoặc đưa vật có kích thước lớn vào hậu môn hoặc quan hệ hậu môn quá thường xuyên có thể dẫn đến giãn cơ vòng hậu môn và mất điều khiển hậu môn.

## Phương diện văn hóa
Lịch sử cho thấy trong một số nền văn hóa có xuất hiện tình dục hậu môn giữa những người nam. Những người nam này không chỉ quan hệ như vậy và cũng không loại trừ việc họ có quan hệ với phụ nữ. Những việc này xảy ra trong các nhà thổ có trai mại dâm.
Ở các cặp bạn tình nam nữ trước kia hành vi này bị gọi là hành vi tình dục không bình thường giống như bạo dâm, ác dâm. Ngày nay với quan niệm tình dục là hưởng thụ khoái cảm từ bạn tình thì tình dục đồng giới cũng được nhìn nhận một cách cởi mở như một sở thích, xu hướng tình dục bình thường, không có gì đáng lên án, kỳ thị. Chính vì vậy hành vi giao hợp hậu môn ngày nay cũng được coi như một sở thích tình dục (miễn là cả hai người cùng tự nguyện và cảm thấy hứng thú, hưng phấn khi thực hiện hành vi này). Một số cặp tình nhân cũng tìm đến giao hợp hậu môn như một trải nghiệm trong việc khám phá, tìm hiểu những cảm giác mới trong quan hệ tình dục.